# Чемпионат мира по современному пятиборью среди женщин 2000
XX Чемпионат мира по современному пятиборью среди женщин проходил в городе Пезаро  Италия с 12 по 20 июня 2000 года.
В Италии стартовал чемпионат мира - последний этап отбора пятиборцев на Олимпийские игры-2000. На турнире будет разыграно по 14 олимпийских лицензий у мужчин и женщин.
По предварительным данным, в состязаниях примут участие спортсмены из 20 стран.
За женскую сборную России в лично-командном первенстве выступят Татьяна Муратова, Марина Колонина и Виктория Заборова, на эстафеты заявлена также и Елизавета Суворова. Главный тренер сборной Алексей Хапланов. У наших спортсменок есть неплохие шансы получить путёвки в Сидней. Ведь на последнем этапе Кубка мира в Корее Суворова заняла 1-е место, Муратова - 11-е.
На чемпионате Европы в Польше Муратова стала второй.
По словам Хапланова, медали мирового первенства для команды не самоцель, главное - отобраться на Олимпиаду. Пока у нас есть только одна лицензия (у Суворовой). В то же время у сборной есть реальная возможность претендовать на призовое место в командном зачёте.
- ПЕЗАРО. Чемпионат мира. Эстафета. Женщины

1. Венгрия (Вивьен Мате, Беа Симока, Жужа Ворош) - 4950. 2. Великобритания (Стефани Кук, Гвен Кинси, Син Льюис) - 4937. 3. Беларусь (Галина Башлакова, Жанна Толкачева-Шубенок, Анна Внукова) - 4749. 4. Германия - 4676. 5. Италия - 4564. 6. Польша - 4559.
ПЕЗАРО. На проходящем в Италии чемпионате мира, последнем этапе отбора на Олимпиаду-2000, серьёзную травму - разрыв ахилла - получила один из лидеров российской сборной Марина Колонина.
Из-за этого россиянки вынуждены были сняться с эстафеты. Главный тренер сборной Алексей Хапланов, позвонивший в редакцию "СЭ", был сильно расстроен случившимся: "Для женской команды это ЧП, - сказал он корреспонденту "СЭ" Елене РЕНЖИНОЙ. - Боюсь, шансов завоевать олимпийские лицензии у нас теперь резко поубавилось. Трудно сказать, смогут ли Виктория Заборова и Татьяна Муратова справиться с этой задачей". Напомним, что лидер российской команды Елизавета Суворова, уже отобравшаяся на Игры-2000, на чемпионате мира была заявлена только на эстафету.
ПЕЗАРО. На продолжающемся чемпионате мира прошли индивидуальные состязания среди женщин, в ходе которых были разыграны 14 путевок на Олимпийские игры в Сиднее.
Победила датчанка Пернилле Сварре. В российской команде на Олимпиаду квалифицировалась Татьяна Муратова, занявшая в финале 12-е место. Напомним, что до чемпионата мира у нашей сборной была только одна лицензия, полученная экс-чемпионкой мира Елизаветой Суворой.
- Чемпионат мира. Женщины. Индивидуальные соревнования. Финал.

1. Пернилле Сварре (Дания) - 5341 (стрельба - 964, фехтование - 970, плавание - 1052, преодоление препятствий - 1067, кросс - 1288) 2. Паулина Бониш (Польша) - 5270 (1156, 820, 1123, 991, 1180). 3. Елена Рублевска (Латвия) - 5256 (1132, 910, 1112, 1030, 1072). 4. Клаудия Черутти (Италия) - 5243 (1132, 820, 1195, 1094, 1002). 5. Жанна Долгачева-Шубенок (Беларусь) - 5227 (928, 940, 1141, 1040). 6. Кэйт Эленби (Великобритания) - 5219 (1012, 850, 1157, 1100, 1100).... 12. Татьяна Муратова (Россия) - 5168 (1084, 820, 1164, 1070, 1030)... 30. Виктория Заборова (Россия) - 4552 (988, 700, 1102, 1170, 692).